# Форум (станция метро)
Станция Форум (дат. Forum) — подземная станция Копенгагенского метрополитена. Расположена в городе Фредериксберг (предместье Копенгагена, Дания), недалеко от крупнейшего концертно-выставочного и торгового центра — Копенгагенского форума (дат. Forum København), от которого станция и получила своё название.

## История
19 октября 2002 года был открыт метрополитен на участке между Нёррепортом (дат. Nørreport) и Вестамагером (дат. Vestamager), с юго-восточным ответвлением к станции Лерграуспаркен (дат. Lergravsparken). К 2003 году эта линия была продлена до Фредериксберга, и 29 мая 2003 года на подземном (тоннельном) участке Нёррепорт — Фредериксберг была открыта станция метро Форум.
Станция Форум принадлежит двум линиям: M1 (соединяет станции Ванлёсе и Вестамагер) и M2 (между Ванлёсе и Луфтхаун).
В 2005 году станция Форум была номинирована на приз Европейского Союза современной архитектуры (англ. European Union Prize for Contemporary Architecture)

## Особенности
Форум является подземной станцией глубокого заложения (всего на 2010 год из девяти подземных станций три станции мелкого заложения и шесть глубокого). Станция была построена открытым способом с разработкой грунта экскаваторами. Конструкция станции представляет собой железобетонный короб длиной 60 м и шириной 20 м.
Станция имеет одну платформу островного типа, доступ к которой из наземных вестибюлей осуществляется при помощи лестниц эскалаторов (в Копенгагенском метрополитене также предусмотрены лифты для пассажиров-инвалидов на колясках). На станции установлены платформенные раздвижные двери.